# Tondo Bon (Niamey)
Tondo Bon ist ein Weiler im Arrondissement Niamey II der Stadt Niamey in Niger.

## Geographie
Der Weiler liegt am nördlichen Rand des ländlichen Gemeindegebiets von Niamey am Trockental Kori de Ouallam, das über eine Länge von 300 Kilometern durch West-Niger verläuft. Eine Nachbarsiedlung im Osten ist der Weiler Gorou Béri.

## Bevölkerung
Bei der Volkszählung 2012 hatte Tondo Bon 285 Einwohner, die in 43 Haushalten lebten.